# Steudach
Steudach ist eine Vorstadt von Eisfeld im Landkreis Hildburghausen in Thüringen.

## Lage

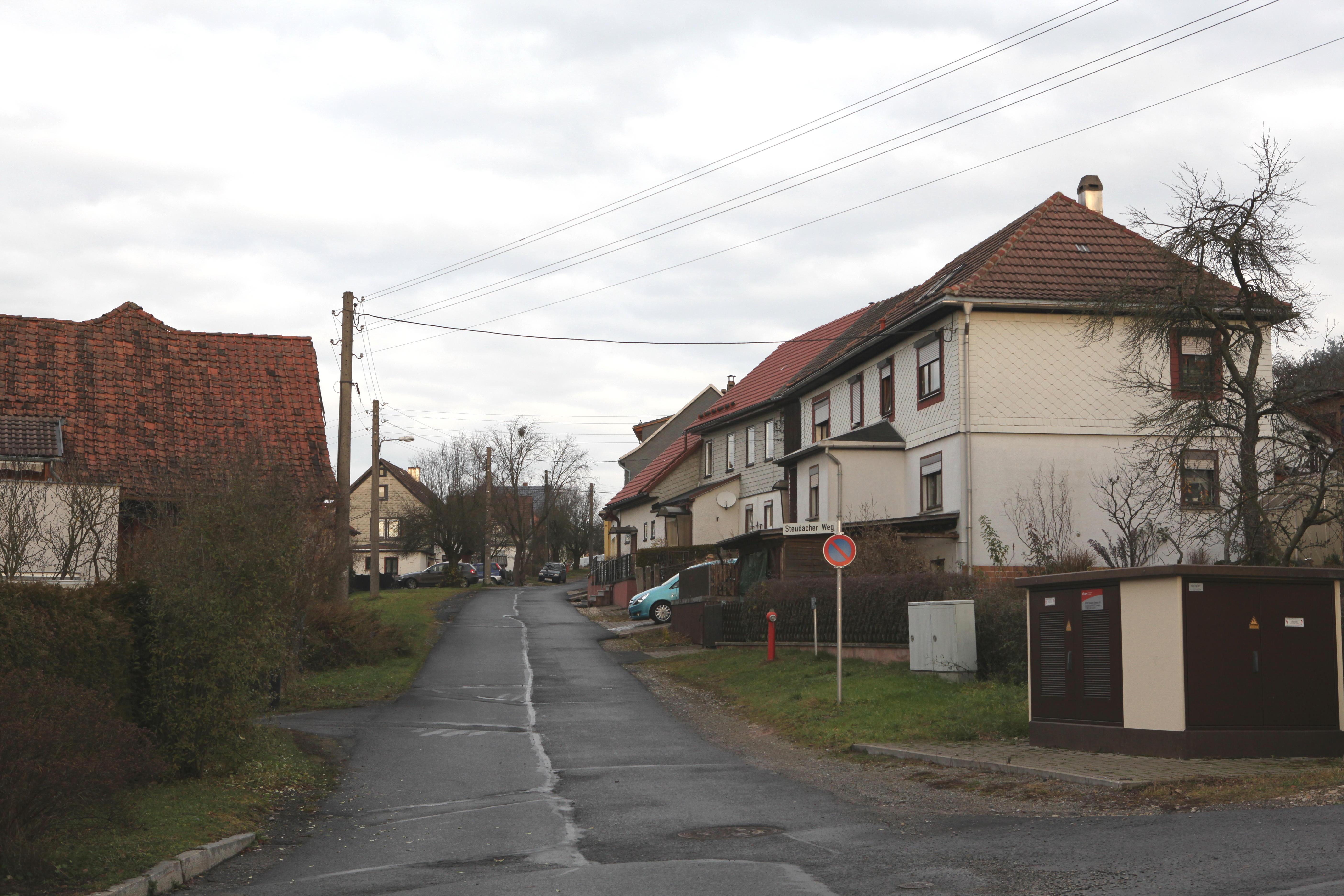
Steudach, 2012

Steudach ist im Laufe der jüngsten Vergangenheit mit der Stadt Eisfeld zusammengewachsen. Steudach liegt nunmehr am östlichen Stadtrand an der Zufahrt der Kreisstraße 530. Nördlich befindet sich die Bundesstraße 89 und südlich die Bundesautobahn 73. Trotzdem hat Steudach noch ländlichen Glanz.

## Geschichte
1317 wurde erstmals Steudach urkundlich erwähnt.